# الکساندرا آلبو
الکساندرا آلبو (روسی: Александра Албу؛ زادهٔ ۱۴ ژوئیهٔ ۱۹۹۰) ورزشکار هنرهای رزمی ترکیبی اهل روسیه است.